# Sredni Vashtar
«Sredni Vashtar» es un cuento escrito por Saki (Hector Hugh Munro), entre 1900 y 1911, y publicado por primera vez en su libro Las crónicas de Clovis (The Chronicles of Clovis) en 1912. Tiene adaptaciones en ópera, películas, radio y televisión.

## Argumento
Conradín, un niño enfermizo de diez años, vive al cuidado de su tía, la señora de Ropp, quien «ni en los momentos de mayor franqueza, se confesaba que no quería a Conradín», y a quien él odia. El muchacho depende de su imaginación vívida para sobrevivir y para escapar de la realidad. En rebelión contra el cuidado opresivo que le propicia la señora de Ropp, Conradín cuida a dos animales en un establo abandonado: una gallina de Houdán, que quería mucho, y un hurón de los pantanos, animal al que teme y mantiene encerrado en un cajón. Gradualmente, comienza a adorar al hurón como si fuera un dios y le da el nombre de Sredni Vashtar. Lleva a cabo rituales una vez por semana, en los que le ofrece flores y frutas escarlatas, además de nuez moscada en ocasiones especiales.
La señora de Ropp se preocupa por las visitas de Conradín al establo. Cuando descubre la gallina, la vende, y le anuncia este hecho al niño, esperando que proteste, pero para su sorpresa, él no responde. En secreto, modifica sus rituales de adoración y le suplica: «Hazme un favor, Sredni Vashtar».
Como las visitas de Conradín al establo continúan, la señora de Ropp investiga y descubre al hurón encerrado. Pensando que se trataba de conejillos de Indias, encierra al niño en su cuarto y vuelve al establo. Durante su ausencia, Conradín acepta su derrota y se resigna a aceptar que su dios no era real y que su prima regresará triunfal. En la derrota, entona el himno que había compuesto para su dios; su prima no regresó, y en cambio «por la puerta salió una larga bestia amarilla y parda, baja, con ojos deslumbrados por la luz del atardecer y oscuras manchas mojadas en la piel de las mandíbulas y el cuello», que luego se fue a través de los arbustos del jardín.
Al final, se insinúa que el hurón, Sredni Vashtar, mató a la señora de Ropp, mientras Conradín come una tostada con manteca.

## Recepción
El cuento fue incluido en la Antología de la literatura fantástica elaborada por Jorge Luis Borges, Adolfo Bioy Casares y Silvina Ocampo. En 1998, la escritora argentina Vlady Kociancich eligió el cuento para La Nación, en la colección de «los cuentos del verano».

## Adaptaciones
El 15 de septiembre de 1941, se realizó una adaptación radiofónica del cuento para el programa de la CBS Radio The Orson Welles Show. Blanche Yurka interpretó a la señora de Ropp, mientras que Conrad Binyon hizo de Conradín y Brenda Forbes, de Matilda.
«Sredni Vashtar» también fue adaptado para ópera de cámara en tres ocasiones. En 1988, el compositor Robert Steadman y el escritor Richard Adams compusieron esta obra, de 75 minutos de duración. En 1996, el compositor cubano Jorge Martín, junto al libretista Andrew Joffre, junto a la American Chamber Orchestra, crearon Beast and Superbeast, un grupo de cuatro óperas de cámara basadas en cuentos de Saki, entre los que figuró este relato. Martín también compuso una fantasía para piano basada en «Sredni Vashtar». En 2010, Nicholas Pavkovic hizo otra adaptación operística del cuento.
Este cuento también apareció en la televisión estadounidense y salió al aire en una antología de series sobre fantasmas, llamada Great Ghost Tales, el 24 de agosto de 1961. En 1978, Tom Baker leyó el cuento en el programa de la BBC Late Night Story. En la televisión argentina, el escritor Alberto Laiseca narró el cuento para su ciclo Cuentos de terror con Alberto Laiseca, transmitido por el canal I.Sat.
«Sredni Vashtar» también fue la base para la película de terror The Orphan, conocida también como Friday the 13th: The Orphan (1979), del director John Ballard. En 1980 fue adaptada para Spine Chillers, un programa de radio de la BBC sobre historias de terror. Al año siguiente, un cortometraje llamado Sredni Vashtar, dirigido por Andrew Birkins, ganó un premio BAFTA y recibió una nominación para los Óscar. En 2003, Ángela M. Murray produjo una versión televisiva del cuento para la serie de la BBC Tartan Shorts; la versión se ambienta en Escocia y utiliza sombras chinescas. «Sredni Vashtar» también fue adaptado, junto con otros dos cuentos de Saki, para la serie de BBC Radio 4 ho Killed Mrs De Ropp?.
Este cuento también tuvo adaptaciones en la República Checa. Václav Bedřich realizó una película animada en 1980. En 1995, Pavel Marek adaptó esta historia para su largometraje de graduación en la Academia de las Artes Escénicas de Praga.